# Helius destitutus
Helius destitutus är en tvåvingeart som beskrevs av Alexander 1971. Helius destitutus ingår i släktet Helius och familjen småharkrankar. Inga underarter finns listade i Catalogue of Life.